# Fiona Krautil

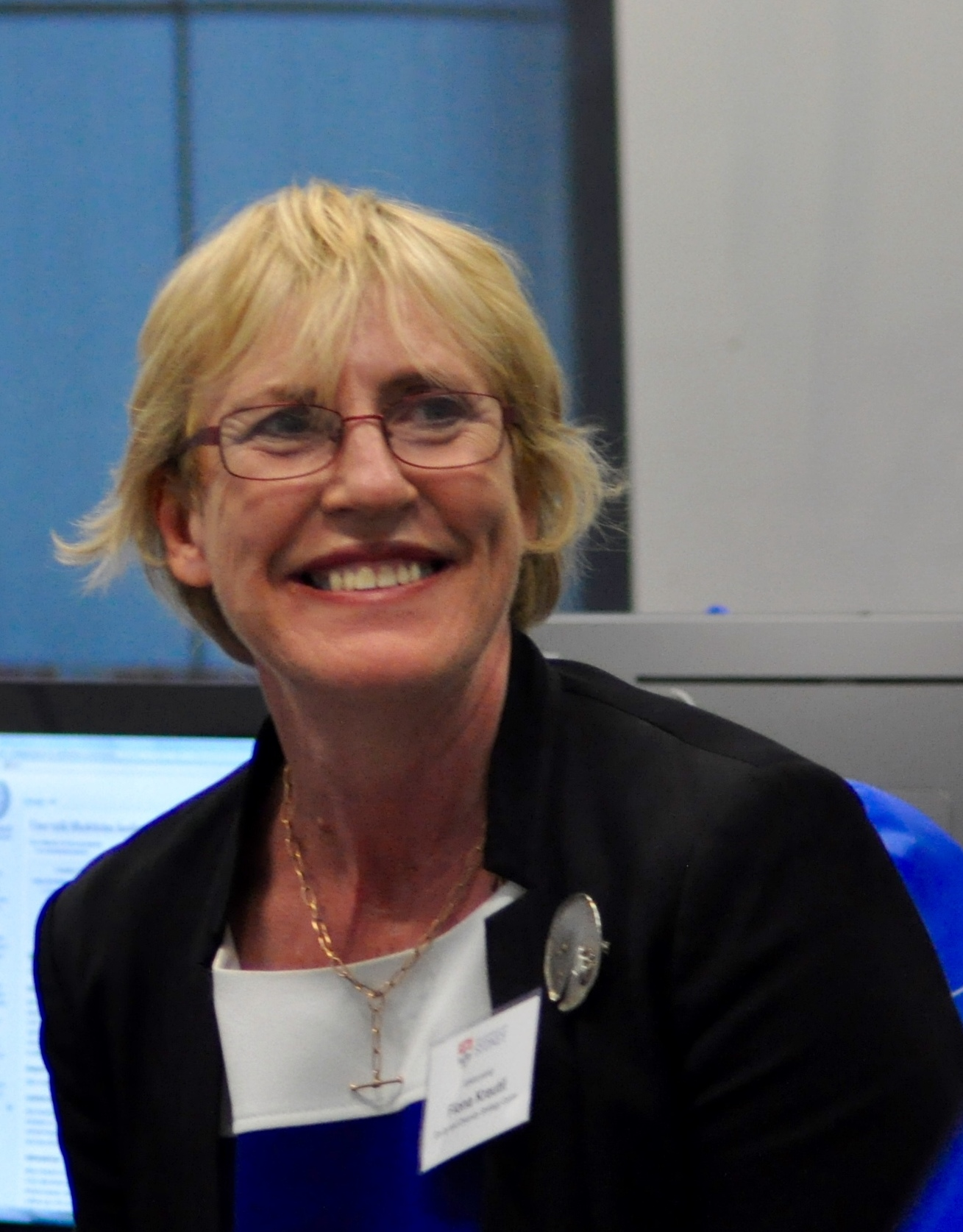
Fiona Krautil em 2014

Fiona Lea Krautil (nascida no dia 20 de fevereiro de 1956) é uma especialista australiana em inclusão, diversidade e igualdade de oportunidades no local de trabalho.

## Biografia
De 1999 a 2004 Krautil foi directora da Equal Opportunity for Women in the Workplace Agency (EOWA), uma agência do governo federal australiano. Durante o seu mandato Krautil estabeleceu o Women in Leadership Census, o EOWA Business Achievement Awards e o EOWA Employer of Choice Citation. Ela já ocupou cargos em diversidade da força de trabalho e igualdade de oportunidades de emprego no Grupo Bancário da Austrália e Nova Zelândia, na Universidade de Sydney, na Esso Austrália e na Westpac.

### Publicações
- Chief Executives Unplugged: Business Leaders Get Real About Women in the Workplace (com Josephine Brouard e Lisa Annese, New Frontier, 2004)
- Diversity Unplugged: How Leading CEOs Champion Workplace Inclusion (Diversity Knowhow, 2014)